# الهيثمية (العدين)

تعديل مصدري - تعديل

الهيثمية محلة تابعة لقرية البحرين، التابعة لعزلة خباز بمديرية العدين إحدى مديريات محافظة إب في الجمهورية اليمنية.، بلغ تعداد سكانها 42 حسب تعداد اليمن لعام 2004.